# Kangacrisoides
Kangacrisoides is een geslacht van rechtvleugeligen uit de familie veldsprinkhanen (Acrididae). De wetenschappelijke naam van dit geslacht is voor het eerst geldig gepubliceerd in 2006 door Wang, Zheng & Niu.

## Soorten
Het geslacht Kangacrisoides  is monotypisch en omvat slechts de volgende soort:
- Kangacrisoides huochengensis (Wang, Zheng & Niu, 2006)